# Irohalen
Irohalen  (in arabo ارحالن‎?) è un centro abitato e comune rurale del Marocco situato nella provincia di Chichaoua, regione di Marrakech-Safi. Conta una popolazione di 5 854 abitanti (censimento 2014).